# Concours masculin de trampoline aux Jeux olympiques d'été de 2020
Pour un article plus général, voir Trampoline aux Jeux olympiques d'été de 2020.
Navigation
Rio de Janeiro 2016 Paris 2024
Le concours masculin de trampoline des Jeux olympiques d'été de 2020 organisés à Tokyo (Japon), se déroule au Centre de gymnastique d'Ariake le 31 juillet 2021.

## Format
Lors des qualifications, chaque trampoliniste doit effectuer deux routines, une routine imposée et une routine libre, la note obtenue est la moyenne de ces deux routines.  Les compteurs sont remis à zéro pour la finale, qui ne prend pas en compte les notes des qualifications. Les 8 meilleurs trampolinistes sont qualifiés pour la finale.
Il ne peut y avoir que deux athlètes par délégation, le moins bien classé d'entre eux ne serait pas qualifié et le prochain athlète le mieux classé serait qualifié à sa place.
Au cas où un trampoliniste ne pourrait se présenter à la finale, deux remplaçants sont prévus lors des qualifications.
Lors de la finale, les trampolinistes ne présentent qu'une seule routine.

## Qualifications
| Rang | Athlète              | Pays                       | Routine | Difficulté | Exécution | Temps de vol | Déplacement horizontal | Pénalité | Notes       | Total   | Qualification |
| ---- | -------------------- | -------------------------- | ------- | ---------- | --------- | ------------ | ---------------------- | -------- | ----------- | ------- | ------------- |
| 1    | Ivan Litvinovich     | Biélorussie                | Imposée | 6.600      | 18.600    | 19.115       | 9.200                  |          | 53.515 (1)  | 113.555 | Q             |
| 1    | Ivan Litvinovich     | Biélorussie                | Libre   | 18.200     | 15.300    | 17.640       | 8.900                  |          | 60.040 (2)  | 113.555 | Q             |
| 2    | Uladzislau Hancharou | Biélorussie                | Imposée | 6.000      | 19.000    | 18.580       | 9.600                  |          | 53.180 (2)  | 113.400 | Q             |
| 2    | Uladzislau Hancharou | Biélorussie                | Libre   | 17.500     | 15.900    | 17.420       | 9.400                  |          | 60.220 (1)  | 113.400 | Q             |
| 3    | Dylan Schmidt        | Nouvelle-Zélande           | Imposée | 5.800      | 19.000    | 17.815       | 9.800                  |          | 52.415 (3)  | 112.120 | Q             |
| 3    | Dylan Schmidt        | Nouvelle-Zélande           | Libre   | 17.400     | 16.000    | 16.805       | 9.500                  |          | 59.705 (3)  | 112.120 | Q             |
| 4    | Dominic Clarke       | Australie                  | Imposée | 5.900      | 18.400    | 18.130       | 9.700                  |          | 52.130 (8)  | 111.680 | Q             |
| 4    | Dominic Clarke       | Australie                  | Libre   | 17.100     | 16.000    | 17.350       | 9.100                  |          | 59.550 (5)  | 111.680 | Q             |
| 5    | Dong Dong            | Chine                      | Imposée | 5.700      | 18.900    | 17.875       | 9.800                  |          | 52.275 (4)  | 111.650 | Q             |
| 5    | Dong Dong            | Chine                      | Libre   | 17.100     | 16.400    | 16.675       | 9.200                  |          | 59.375 (7)  | 111.650 | Q             |
| 6    | Daiki Kishi          | Japon                      | Imposée | 6.300      | 18.400    | 17.805       | 9.700                  |          | 52.205 (6)  | 11.540  | Q             |
| 6    | Daiki Kishi          | Japon                      | Libre   | 17.300     | 15.300    | 17.335       | 9.400                  |          | 59.335 (8)  | 11.540  | Q             |
| 7    | Andrey Yudin         | Comité olympique de Russie | Imposée | 5.800      | 18.500    | 18.070       | 9.400                  |          | 51.770 (9)  | 111.245 | Q             |
| 7    | Andrey Yudin         | Comité olympique de Russie | Libre   | 17.800     | 16.000    | 16.675       | 9.000                  |          | 59.475 (6)  | 111.245 | Q             |
| 8    | Dmitriy Ushakov      | Comité olympique de Russie | Imposée | 5.200      | 17.700    | 17.895       | 9.000                  |          | 49.795 (13) | 109.485 | Q             |
| 8    | Dmitriy Ushakov      | Comité olympique de Russie | Libre   | 17.100     | 16.600    | 16.690       | 9.300                  |          | 59.690 (4)  | 109.485 | Q             |
| 9    | Ángel Hernández      | Colombie                   | Imposée | 5.600      | 18.300    | 17.550       | 9.900                  |          | 51.350 (11) | 105.930 | R1            |
| 9    | Ángel Hernández      | Colombie                   | Libre   | 15.800     | 14.800    | 15.780       | 8.600                  | -0.400   | 54.580 (9)  | 105.930 | R1            |
| 10   | Seif Asser Sherif    | Égypte                     | Imposée | 5.400      | 15.100    | 15.810       | 9.500                  |          | 45.810 (14) | 96.190  | R2            |
| 10   | Seif Asser Sherif    | Égypte                     | Libre   | 13.400     | 13.000    | 14.980       | 9.000                  |          | 50.380 (10) | 96.190  | R2            |
| 11   | Diogo Abreu          | Portugal                   | Imposée | 5.400      | 18.800    | 18.435       | 9.500                  |          | 52.135 (7)  | 93.420  | NQ            |
| 11   | Diogo Abreu          | Portugal                   | Libre   | 12.000     | 10.500    | 12.285       | 6.500                  |          | 41.285 (11) | 93.420  | NQ            |
| 12   | Mykola Prostorov     | Ukraine                    | Imposée | 5.700      | 18.200    | 17.785       | 9.700                  |          | 51.385 (10) | 92.570  | NQ            |
| 12   | Mykola Prostorov     | Ukraine                    | Libre   | 12.200     | 10.500    | 12.085       | 6.400                  |          | 41.185 (12) | 92.570  | NQ            |
| 13   | Aliaksei Shostak     | États-Unis                 | Imposée | 5.700      | 18.400    | 18.065       | 9.000                  |          | 51.165 (12) | 82.150  | NQ            |
| 13   | Aliaksei Shostak     | États-Unis                 | Libre   | 9.100      | 8.400     | 8.885        | 4.600                  |          | 30.985 (13) | 82.150  | NQ            |
| 14   | Gao Lei              | Chine                      | Imposée | 6.100      | 17.800    | 18.745       | 9.600                  |          | 52.245 (5)  | 62.820  | NQ            |
| 14   | Gao Lei              | Chine                      | Libre   | 3.400      | 2.100     | 3.575        | 1.500                  |          | 10.575 (15) | 62.820  | NQ            |
| 15   | Ryosuke Sakai        | Japon                      | Imposée | 2.500      | 15.100    | 14.135       | 7.200                  |          | 38.935 (15) | 62.250  | NQ            |
| 15   | Ryosuke Sakai        | Japon                      | Libre   | 7.400      | 5.600     | 6.915        | 3.400                  |          | 23.315 (14) | 62.250  | NQ            |
| 16   | Allan Morante        | France                     | Imposée | 0.000      | 5.800     | 5.890        | 2.900                  |          | 14.590 (16) | 21.080  | NQ            |
| 16   | Allan Morante        | France                     | Libre   | 2.200      | 1.400     | 1.890        | 1.000                  |          | 6.490 (16)  | 21.080  | NQ            |

| Légende :                                          | Légende :                                                    | Légende :                  |
| -------------------------------------------------- | ------------------------------------------------------------ | -------------------------- |
| - Q = Qualifié - DNS (Did Not Start) = Non partant | - NQ = Non Qualifié - DNF (Did Not Finish) = N'a pas terminé | - R1, R2, R3 = Remplaçants |

## Finale
| Rang               | Athlète              | Pays                       | Difficulté | Exécution | Temps de vol | Déplacement horizontal | Pénalité | Total  |
| ------------------ | -------------------- | -------------------------- | ---------- | --------- | ------------ | ---------------------- | -------- | ------ |
| Médaille d'or      | Ivan Litvinovich     | Biélorussie                | 18.200     | 16.500    | 17.915       | 9.100                  |          | 61.715 |
| Médaille d'argent  | Dong Dong            | Chine                      | 17.800     | 16.600    | 17.135       | 9.700                  |          | 61.235 |
| Médaille de bronze | Dylan Schmidt        | Nouvelle-Zélande           | 17.800     | 16.300    | 16.975       | 9.600                  |          | 60.675 |
| 4                  | Uladzislau Hancharou | Biélorussie                | 17.900     | 16.300    | 17.365       | 9.000                  |          | 60.565 |
| 5                  | Dmitriy Ushakov      | Comité olympique de Russie | 17.100     | 16.500    | 17.100       | 8.900                  |          | 59.600 |
| 6                  | Andrey Yudin         | Comité olympique de Russie | 17.800     | 15.200    | 16.735       | 8.500                  |          | 58.235 |
| 7                  | Daiki Kishi          | Japon                      | 17.300     | 14.900    | 16.915       | 8.700                  |          | 57.815 |
| 8                  | Dominic Clarke       | Australie                  | 7.400      | 6.600     | 7.255        | 3.700                  |          | 24.955 |